# Bill Ritter
August William Ritter, detto Bill (Denver, 6 settembre 1956), è un politico e avvocato statunitense, governatore del Colorado dal 2007 al 2011 e membro del Partito Democratico.

## Biografia
Sesto di undici figli, Ritter si laureò in Legge e cominciò a lavorare come avvocato. Nel 1987 partì con la moglie per lo Zambia in missione umanitaria e al suo ritorno, due anni dopo, l'allora Governatore lo nominò procuratore distrettuale, adducendo come motivazione il suo impegno al servizio degli altri.
Entrato in politica, nel 2006 vinse le elezioni per Governatore del Colorado. Nel 2010 ha annunciato di non voler concorrere per la rielezione. Il suo successore è il compagno di partito John Hickenlooper.